# Vindebrogade
Vindebrogade er en gade på Slotsholmen i Indre By i København, der ligger mellem Christiansborg Slotsplads og Stormbroen. Indtil 1965 havde gaden ikke noget navn, men af hensyn til skrivning af politirapporter valgte man at kalde den for Vindebrogade efter Højbro ved krydset med Christiansborg Slotsplads, der i Christoffer af Bayerns stadsret fra 1443 omtales som en vindebro.
Gaden ligger langs med Slotsholmskanalen med Gammel Strand og Nybrogade på den modsatte side. På Slotsholmen ligger gaden langs med siden af Christiansborg Slotskirke, der blev opført i 1813-1826 i klassicistisk stil af arkitekten C.F. Hansen som en del af det andet Christiansborg med genbrug af dele fra det første Christiansborgs slotskirke. Kirken undgik det andet Christiansborgs brand i 1884. Til gengæld blev den ramt af en nødraket under pinsekarnevallet i 1992, så tag og kuppel brændte, og interiøret blev beskadiget. Kirken blev efterfølgende genopbygget og restaureret i løbet af 1992-1996.
Umiddelbart efter kirken følger Thorvaldsens Museum, der huser billedhuggeren Bertel Thorvaldsens værker og samlinger. Bygningen blev udført af M.G. Bindesbøll i 1839-1848 på basis af en tidligere vognremise til kongelige kareter. De tre sider af museet er udsmykket med en frise af Jørgen Sonne, der viser Thorvaldsens hjemkomst til København i 1838. Hovedmotivet hvor billedhuggeren går i land ses på siden mod Vindebrogade, og blandt tilskuerne lidt længere henne på samme side ses flere andre kendte folk som H.C. Andersen, Adam Oehlenschläger og N.F.S. Grundtvig. Foran museet ligger Bertel Thorvaldsens Plads, der ligger som en trekant mellem museet, gaden og Christiansborg Ridebane. Pladsen blev anlagt i 2002.
Selve gaden er en hovedgade, der især i dagtimerne er præget af tæt trafik af biler og flere buslinier. Da der imidlertid kun er to vejbaner til rådighed på en stor del af gaden, fører det jævnligt til køkørsel, især i retning mod Stormbroen, da det også kniber med pladsen i Stormgade, der ligger i forlængelse af Vindebrogade på den anden side af broen. Den begrænsede plads illustreres i øvrigt også ved, at der ikke er noget fortov på siden langs med kanalen bortset fra et stykke ved busstoppestedet ved Stormbroen.